# She Couldn't
"She Couldn't" é uma canção da banda de rock americana Linkin Park. Originalmente vazada em 2009, foi lançada oficialmente em 13 de agosto de 2020 como o primeiro single do relançamento da edição de 20 anos do álbum Hybrid Theory (2000).

## Antecedentes
A música foi gravada originalmente em 1999, enquanto o Linkin Park gravava o material para que viria a tornar-se o primeiro álbum de estúdio, Hybrid Theory (2000). A canção foi uma das primeiras gravadas pela banda depois que o vocalista Chester Bennington entrou na banda. Uma versão bootleg não oficial da música apareceu em 2009 quando um fã comprou um CD demo contendo a música do eBay e vazou. Depois que a banda sugeriu lançar material no início da semana, a música foi lançada oficialmente em 13 de agosto de 2020, em promoção do relançamento do 20º aniversário da banda de Hybrid Theory. Seu lançamento inicial foi através de um site criado pela banda para se parecer com um desktop de computador em 2000. "She Couldn't" foi uma das doze canções programadas pelo lançamento de 20 anos de Hybrid.

## Parada musical
| País/Parada (2020)                            | Melhor posição |
| --------------------------------------------- | -------------- |
| Estados Unidos (Hot Rock & Alternative Songs) | 47             |

## Créditos
- Chester Bennington – vocal
- Mike Shinoda – vocal
- Brad Delson – guitarra  ·  baixo
- Joe Hahn – toca-discos  ·  amostra
- Rob Bourdon – bateria